# Sebring (Florida)
Sebring is een plaats (city) in de Amerikaanse staat Florida, en valt bestuurlijk gezien onder Highlands County.

## Demografie
Bij de volkstelling in 2000 werd het aantal inwoners vastgesteld op 9667.
In 2006 is het aantal inwoners door het United States Census Bureau geschat op 10.648, een stijging van 981 (10.1%).

## Geografie
Volgens het United States Census Bureau beslaat de plaats een oppervlakte van
28,5 km², waarvan 13,3 km² land en 15,2 km² water. Sebring ligt op ongeveer 30 m boven zeeniveau.

## Plaatsen in de nabije omgeving
De onderstaande figuur toont nabijgelegen plaatsen in een straal van 40 km rond Sebring.